# Hans Döring (Politiker)

Hans Döring

Johannes Rudolf Georg „Hans“ Döring (* 31. August 1901 in Hannover; † 2. Juli 1970 in Nürnberg) war ein deutscher Politiker (NSDAP) und SS-Führer.

## Leben und Wirken
Hans Döring war der Sohn des Beamten Johannes Döring und seiner Frau Margaretha geborene Lehning. Er besuchte zwischen 1907 und 1918 die Mittelvorschule und danach das Realgymnasium in Wiesbaden. Mit der Obersekundareife begann er am 1. April 1918 eine kaufmännische Lehre in einem Wiesbadener Lebensmittelgroßhandel, die er im Sommer des Jahres allerdings abbrach. Bis 1919 arbeitete er als Transportarbeiter und absolvierte anschließend bis 1922 eine Lehre in einem Speditionsgeschäft. Danach verdiente er seinen Lebensunterhalt nacheinander in verschiedenen Gewerben: So war er von 1922 bis 1923 beim Reichsvermögensamt angestellt. Am 16. Mai 1923 wurde er durch die Strafkammer I in Wiesbaden wegen Begünstigung zu einer sechswöchigen Gefängnisstrafe verurteilt, die er durch Anrechnung der Untersuchungshaft nicht antreten musste. Danach arbeitete er bis 1924 als Arbeiter eines Tiefbauunternehmens. Danach war er von 1924 bis 1930 in verschiedenen Unternehmen der Speditions-, Süßwaren- und Versicherungsbranche als Kaufmann im Außendienst und dann von 1931 bis 1932 als Kaufmann und Spediteur in Darmstadt tätig. Im Jahr 1932 ging Döring nach Vadenrod, wo er weiterhin als Spediteur tätig war. In erster Ehe war Döring mit Hedwig Ellert und in zweiter Ehe mit Maria Luise Barbara Heuler verheiratet.
Am 15. November 1928 trat Döring der SA bei. Der NSDAP trat er zum 1. Dezember 1928 bei (Mitgliedsnummer 106.490). Außerdem war er ein frühes Mitglied der SS, zu der er am 6. Januar 1929 (SS-Nummer 1.327) von der SA übertrat. Ab 1928 amtierte er als SS-Führer in den Bereichen Wiesbaden, Darmstadt, Kassel und Dresden. Am 15. Januar 1930 wurde er in den Rang eines Sturmführers erhoben. Am 8. März 1931 folgte die Beförderung zum SS-Standartenführer.
In den Jahren 1931 und 1932 war Döring Abgeordneter der NSDAP im Hessischen Landtag. Während oder kurz nach seiner Abgeordnetenzeit gründete er einen SS-Sturm in Vadenrod. Am 3. Juni 1932 wurde Döring durch den hessischen Gauleiter Karl Lenz aus der NSDAP ausgeschlossen. Am 12. August wurde er vom Amtsgericht Darmstadt wegen des Erwerbs einer Schusswaffe ohne Waffenschein zu einer Strafe von 35 Reichsmark verurteilt, die ihm aber durch eine Amnestie vom 20. Dezember 1932 erlassen wurde. Schon zuvor wurde er am 12. September wieder in die Partei aufgenommen, nachdem sein Parteiausschluss zurückgenommen worden war. 
Nach der nationalsozialistischen „Machtergreifung“ übernahm Hans Döring am 15. September 1933 von seinem Vorgänger, dem SS-Oberführer Friedrich Schlegel in Dresden den SS-Abschnitt II. Dies erfolgte feierlich in Form eines Aufmarsches von 3000 SS-Männern im Beisein des sächsischen Ministerpräsidenten Manfred von Killinger. Gemeinsam mit Max Simon baute er die spätere SS-Wachtruppe Sachsen, die im KZ Hohnstein und im KZ Sachsenburg eingesetzt wurde, auf. Am 9. November des Jahres erreichte er mit der Beförderung zum Oberführer den untersten Generalsrang innerhalb der SS. Von November 1933 bis zum März 1936 saß er als Abgeordneter für den Wahlkreis 28 (Dresden-Bautzen) im nationalsozialistischen Reichstag. Anschließend zog er trotz erneuter Kandidatur nicht erneut in den Reichstag ein. 
Als SS-Oberführer war er einer der Hauptorganisatoren der Führertagung der Schutzstaffel, die im Dezember 1934 in Dresden stattfand. Am 6. Mai 1935 wechselte Hans Döring als SS-Oberführer des SS-Abschnittes XXVIII nach Allenstein. Sein Nachfolger das Führer des sächsischen SS-Abschnittes II wurde Walter Burghardt.
Ab dem 1. Juni 1936 war Hans Döring wieder hauptamtlich bei der SS tätig und war bis zum 1. Januar 1937 Führer der 31. SS-Standarte (Landshut). Während dieser Zeit erhielt er am 3. November 1936 wegen des Führens einer schwarzen Kasse einen strengen Verweis. Am 26. Januar 1937 wurde ein Verfahren vor einem SS-Gericht gegen ihn eröffnet, da seine Vorstrafe nicht in seinen persönlichen Papieren eingetragen war. Dieses Verfahren endete ebenfalls mit einem strengen Verweis. Am 1. Januar 1939 wurde er mit der Führung eines SS-Abschnitts beauftragt. Bis zum 1. März stand er dem SS-Abschnitt IX (Nürnberg) vor und danach bis zum 1. Oktober 1942 dem SS-Abschnitt I (München). Im April 1939 sprach das Oberste Parteigericht der NSDAP Döring von dem Vorwurf frei, sich im Winter 1932/1933 als Führer der 35. SS-Standarte in Kassel bei der Durchführung eines Getreidenotopfers (Sammlung zugunsten der Partei und ihrer Gliederungen) persönlich bereichert zu haben.
Nach Beginn des Zweiten Weltkrieges war Döring von 1939 bis 1941 Stabsführer beim Reichskommissar für die Festigung deutschen Volkstums in Posen. Am 10. Juni 1941 folgte Dörings Beitritt zur Waffen-SS. Bis September war er Gruppenführer in der Leibstandarte SS Adolf Hitler (LSSAH). Vom 19. November 1941 bis zum 1. Mai 1943 war er SS- und Polizei-Standortführer in Stalino in der Ukraine und vom 6. Dezember 1941 bis zum 30. September 1943 auch im Stalino-Donezgebiet. In der allgemeinen SS hatte er seit dem 20. April 1942 den Rang eines Brigadeführers inne. Außerdem wird ihm in der Rangliste der Rang eines Generalmajors der Polizei zugeschrieben. Von 1942 bis 1944 gehörte er dem Stab des Reichsführer SS an. 
Der letzten SS-Dienstalterliste aus dem Jahr 1944 zufolge gehörte Döring zu dieser Zeit dem Stab des SS-Oberabschnittes Warthe unter Beurlaubung zur Waffen-SS an. Döring war von 1944 bis 1945 Bataillonskommandeur und Kompaniechef bei der 16. SS-Panzergrenadier-Division „Reichsführer SS“, die in Italien für etliche Massaker verantwortlich war. Am 8. Februar 1945 wurde ein Verfahren wegen militärischen Ungehorsams gegen ihn eingestellt.